# Бахчисарайская художественно-промышленная школа
Бахчисарайская художественно-промышленная школа, Унер санаи, позднее Бахчисарайский художественно-промышленный техникум — профессиональная школа, проводившая обучение в крымском городе Бахчисарае на крымско-татарском языке.

## История
Идея открытия художественно-промышленной школы в Бахчисарае была предложена представителем Бахчисайского мусульманского благотворительного общества, председателем городской думы Сулейман-мурзой Крымтаевым. На протяжении всего лета 1916 года он совместно с художниками, выпускниками Строгановского училища Абдурефи Абиевым и Усеином Боданинским трудились над разработкой её проекта. «Санайы-нефисе ве унер мектеби» создавалась по образцу стамбульской школы «Sanayi-i Nefise Mektebi». 20 октября 1916 года Боданинский выступил с докладом по этому вопросу в Таврической губернской управе, указывая на необходимость открытия подобной школы в Крыму, и представил при этом проект её оборудования и открытия. Однако у Управы этот доклад не вызвал заинтересованности, шла мировая война, в том числе и с Турцией, и поддержка пантюркистских проектов была подозрительна.
После изменения политической ситуации в 1917 году по этому же вопросу Боданинский обратился с докладом во Временный крымский мусульманский исполнительный комитет, который признал желательным открытие в городе художественно-промышленной школы и выделил 2000 рублей на оборудование столярно-резной мастерской при ней. Ещё 3110 рублей на открытие школы были собраны добровольными пожертвованиями. Программа обучения приравнивалась к пяти классам гимназии. Первоначально был открыт только первый класс и одна мастерская по столярно-резному делу, со всех пяти уездов Крыма было набрано 25 учащихся. Каждый год последовательно планировалось открытие классов и мастерских по различным специальностям: вышивальному, ткацко-ковровому, чеканке металлов, выделке кож, сафьяна и гончарному производствам.
В 1927 году школа была переименована в Бахчисарайский кустарный художественно-промышленный техникум народов Востока. В этом году в ней обучалось 115 человек из коренного населения Крыма и других национальных районов.
В начале учебного 1929—30 годов техникум из-за отсутствия в Бахчисарае достаточных помещений был переведен в Феодосию, что в итоге привело к его закрытию.

## Известные руководители и преподаватели
В ноябре 1917 года директором художественной школы Унер Санаи в Бахчисарае стал Абдурефи Абиев.
По приглашению директора Бахчисарайского дворца-музея Усеина Боданинского преподавал в художественно-промышленном техникуме художник В. К. Яновский